# The Situation Room (CNN)
The Situation Room with Wolf Blitzer (Sala de Situación) es un informativo de la tarde en CNN presentado por Wolf Blitzer que se emitió por primera vez el 8 de agosto de 2005.
El informativo en la actualidad se emite de lunes a sábado en directo de 5:00 PM - 7:00 PM (tiempo del Este) desde Washington D. C.. Cuenta temas de actualidad, noticias y titulares políticos. Posee debates, entrevistas y cuenta con corresponsales propios y colaboradores.
Al final del programa, hay una sección de Jeanne Moss donde se hace uso de entrevistas en la calle, titulares de revistas sensacionalistas y clips de vídeos en YouTube. En 2012 se renovaron los estudios en Washington.